# Endre Wolf
Endre Wolf, född 6 november 1913 i Budapest, död 29 mars 2011, var en svensk violinist och musikpedagog.

## Biografi
Wolf var 1:e konsertmästare i Göteborgs symfoniorkester 1936–1946, professor vid Royal Manchester College of Music 1954–1964, huvudlärare i fiol vid Edsbergs musikinstitut från 1958 och professor vid Det Kongelige Danske Musikkonservatorium 1969–1983. Han var medlem av Göteborgskvartetten och ledare för Wolfkvartetten 1940–1946.

## Priser och utmärkelser
- 1973 – Ledamot nr 784 av Kungliga Musikaliska Akademien[2]
- 2002 – Medaljen för tonkonstens främjande